# Gibiate
Gibiate (яп. ジビエート Дзибиэ:то) — аниме-сериал студий Lunch Box и Studio Elle, продюсером которого является Ёситака Амано, режиссёром — Масахико Комино, а сценаристом — Рё Аоки. Премьера сериала состоялась 15 июля 2020 года.

## Сюжет
2030 год, Япония. Вирус «Гибия» заразил людей во всем мире. Зараженные люди превращаются в различных чудовищ в зависимости от их возраста, пола и национальности. Самурай, ниндзя и монах из периода Эдо неожиданно переносятся из прошлого в эти постапокалиптические руины. Они берутся помогать врачу, ищущему лекарство от этого вируса, и разыскивают других выживших, отбиваясь не только от монстров, но и от преступников, нападающих на людей ради еды.

## Персонажи
Сэнсуи Кандзаки (яп. 神崎 千水 Кандзаки Сэнсуи) — изгнанный самурай, перенёсшийся в будущее. В своём времени принимал участие во втором вторжении Японии в Корею (1592—1598), где он прослыл как убийца тысяч и стал известен из-за своего стиля боя двумя мечами, один из которых является катаной, а второй — западным мечом. После окончания войны служил Дзёдзэну Мацумото, в том числе во время битвы при Сэкигахаре. Именно во время этой битвы Сэнсуи впервые встретился с Кэнроку.
Сэйю: Тэцуя Какихара
Кэнроку Санада (яп. 真田 兼六 Санада Кэнроку) — изгнанный синоби, перенесённый в будущее. Он заявляет, что является родственником Юкимуры и Масаюки Санады.
Сэйю: Хироки Тоти
Юкинодзё Оникура (яп. 鬼倉 雪之丞 Оникура Юкинодзё) — монах-воин из Исияма Хонган-дзи, основной базы монахов, когда-то противостоявших Нобунаге Оде. Также оказался перемещён в будущее.
Сэйю: Митио Хадзама
Кэтлин Фунада (яп. 船田 キャスリーン Фунада Кясури:н) — молодой учёный, работающая вместе со своей матерью над поиском лекарства от гибии.
Сэйю: Юкиё Фудзии

## Аниме
Во время Anime Expo 2019 года был показан оригинальный проект Gibiate. Производством занимается студия l-a-unch・BOX под руководством режиссёра Масахико Комино совместно с продюсером и дизайнером персонажей Ёситака Амано по сценарию Рё Аоки с музыкальным сопровождением Юдзо Косиро. За дизайн монстров отвечает Наоки Сэридзава. Среди других художников, работавших над проектом, числятся создатель японских кукол Матаро Канабаяси Третий, кузнец Кунихиса Кунихиса, каллиграф и художник Сисю и Хидэе Комацу, президент компании по производству сямисэнов Komatsuya Co., Ltd.. Сугидзо исполняет начальную песню сериала Gibiate вместе с Yoshida Brothers и завершающую Endless с Маки Огуро.
Gibiate задумывалось как произведение в подчеркнуто традиционной эстетике и с полным уважением к японской истории, способное передать «дух самурайства». С самого начала оно создавалась как глобальная франшиза, внимание к которой планировалось привлечь как в Японии, так и за её пределами. Основным посланием произведением стало «сила жить».
Премьера аниме должна была пройти на Anime Expo 2020, но была отменена в связи с пандемией COVID-19. Вместо этого сериал начнёт показ 8 июля 2020 года на канале Tokyo MX. Первый показ был промо-передачей, тогда как трансляция первой серии прошла неделю спустя — 15 июля.
Crunchyroll взялся за стриминг аниме в Северной, Центральной и Южной Америках, Европе, Африке, Океании и Ближнем Востоке под эгидой проекта Crunchyroll Original.

## Критика
В превью аниме критики Anime News Network отмечают, что внимательный к деталям стиль Амано неудачно трансформируется в плавную анимацию, поэтому он был заметно упрощен, вплоть до того, что стало неразличим от дизайна персонажей среднестатистического аниме. Вопросы вызывает и поведение персонажей — группа выживших не ставит под сомнение перенос во времени, а самурай и нидзя совершенно не удивляются, видя иностранцев и слыша объяснения про ДНК. Монстры выполнены с использованием низкополигонального CG, что одни сочли делающим их похожими на детские игрушки, тогда как другие критики отметили их разнообразие. Экспозиция в первой серии кажется затянутой, но смесь жанров вызывает интерес о том, как же в итоге аниме сможет всё связать.

## Примечание
1. 1 2  アニメ「ジビエート」2020年7月8日よりTOKYO MX、BSフジ他にてTV放送開始！ (яп.). GIBIATE PROJECT (15 июня 2020). Дата обращения: 18 августа 2020.
2. 1 2  Yoshida Brothers, Sugizo Perform Opening Song for Yoshitaka Amano's Gibiate Anime Series. Anime News Network (9 января 2020). Дата обращения: 9 января 2020. Архивировано 21 февраля 2020 года.
3. 1 2  Yoshitaka Amano's Gibiate Anime Series Reveals 2nd Subtitled Trailer. Anime News Network (30 ноября 2019). Дата обращения: 30 ноября 2019. Архивировано 10 марта 2020 года.
4. 1 2  Gibiate Anime Reveals More Cast, July 8 Premiere. Anime News Network (15 июня 2020). Дата обращения: 15 июня 2020. Архивировано 9 июля 2020 года.
5. 1 2 3  Kim Morrissy. Anime Expo Lite: GIBIATE Special Preview (англ.). Anime News Network (5 июля 2020). Дата обращения: 21 августа 2020. Архивировано 15 августа 2020 года.
6. ↑  Crunchyroll Announces Summer 2020 Anime Lineup! Crunchyroll. Дата обращения: 23 июня 2020. Архивировано 6 июля 2020 года.
7. 1 2 3 4  The Summer 2020 Preview Guide - Gibiate (англ.). Anime News Network (9 июля 2020). Дата обращения: 21 августа 2020. Архивировано 19 августа 2020 года.